# Рон Шалленберг
Рон Шалленберг (нім. Ron Schallenberg, нар. 6 жовтня 1998, Падерборн, Німеччина) — німецький футболіст, опорний півзахисник клубу «Шальке 04».

## Ігрова кар'єра
Рон Шалленберг народився у місті Падерборн і є вихованцем місцевого клубу «Падерборн 07». Де він починав з юнацької команди. З 2016 року футболіст грав у другій команді у Регіональній лізі, а вже наступний сезон розпочав  в основі «Падерборна» у Лізі 3. Не маючи змоги пробитися до першої команди, у 2018 році для набору ігрової практики Шалленберг був відправлений в оренду у клуб «Ферль». У 2020 році Рон повернувся до свого рідного клубу і вже як гравець основи провів у «Падерборні» наступні три сезони.
Влітку 2023 року «Шальке 04», який вилетів з Бундесліги підписав з Шалленбергом контракт на три роки. Першу гру у новій команді футболіст провів 28 липня проти «Гамбурга» і відзначився гольовою передачею.